# Trường phái Kerala
Trường phái Kerala, tên đầy đủ là Trường phái Kerala về Thiên văn học và Toán học là một trường phái nghiên cứu về thiên văn học và toán học được thành lập bởi Madhava của Sangamagrama, tại Kerala, Ấn Độ, với các thành viên: Parameshvara, Neelakanta Somayaji, Jyeshtadeva, Achyuta Pisharati, Melpathur Narayana Bhattathiri và Achyuta Panikkar. Trường phái này nở rộ từ thế kỷ 14 đến thế kỷ 16 và những khám phá nguyên bản của họ có vẻ kết thúc vào thời của Narayana Bhattathiri (1559-1632). Trong nỗ lực giải quyết các vấn đề thiên văn học, trường phái Kerala đã khám phá một cách độc lập một số các khái niệm toán học quan trọng. Những kết quả quan trọng nhất của họ - sự mở rộng hàng loạt cho các hàm số lượng giác - đã được miêu tả trong thơ bằng tiếng Phạn trong một cuốn sách được viết bởi Neelakanta có tên là Tantrasangraha, và được mô tả một lần nữa trong một bình luận về tác phẩm này, được gọi là Tantrasangraha-vakhya, của một tác giả vô danh. Các định lý được diễn tả mà không có chứng minh, các chứng minh hàng loạt cho sin, cosin và tang nghịch đảo được cung cấp vào một thế kỷ sau đó trong tác phẩm Yuktibhasa (khoảng năm 1500 - khoảng năm 1610), được viết bởi Jyesthadeva, bằng tiếng Malayalam, và trong một bình luận về Tantrasangraha.
Các tác phẩm của trường phái này, được hoàn thành trước hai thế kỷ trước sự ra đời của calculus, cung cấp cái mà bây giờ được xét đến như là ví dụ đầu tiên về chuỗi lũy thừa (tách biệt từ chuỗi hình học. Tuy nhiên, họ đã không công thức hóa một lý thuyết mang tính hệ thống về vi phân và tích phân, hoặc là không có bất kỳ bằng chứng trực tiếp nào về kết quả của học được chuyển ra bên ngoài Kerala.